# Granville T. Woods
Granville Tailer Woods (Columbus (Ohio), 23 april 1856 – New York, 30 januari 1910) was een Amerikaans uitvinder met ruim 50 patenten.
Hij genoot lager onderwijs tot zijn tiende levensjaar, wat uitzonderlijk was voor Afro-Amerikanen in die tijd, en was de eerste Afro-Amerikaan die na de Amerikaanse Burgeroorlog een elektrotechnisch en werktuigbouwkundig ingenieur werd. Hij was autodidact. Hij concentreerde zich in het grootste deel van zijn werk op treinen en trams. Een van zijn opmerkelijke uitvindingen is de Multiplex Railway Telegraph, een toestel dat tussen treinstations en bewegende treinen communiceert. Zijn werk betekende een veiliger en beter openbaar vervoer in de Amerikaanse steden.
Woods werd in 2006 opgenomen in de National Inventors Hall of Fame.